# 2022–2023-as Európa-liga (csoportkör)
A 2022–2023-as Európa-liga csoportkörének mérkőzéseit 2022. szeptember 8. és november 3. között játszották. A csoportkörben 32 csapat vett részt.

## Sorsolás
A csoportkör sorsolását 2022. augusztus 26-án tartották közép európai idő szerint 13 órától.
A csapatokat négy kalapba sorolták be, a csapatok 2022-es UEFA-együtthatóinak sorrendjében. A 32 csapatot 8 darab négycsapatos csoportba sorsolták. Azonos tagországba tartozó csapatok nem voltak sorsolhatók azonos csoportba. Az azonos tagországba tartozó csapatokból párokat alakítottak ki, amelyeket négy csoportra (A–D, E–H), valamint az UEFA Európa Konferencia Liga szempontjából is szétosztottak. A párokat az UEFA határozta meg.
- A Roma és Lazio
- B Manchester United és Arsenal
- C Crvena zvezda és Partizan (EKL)
- D Dinamo Kijiv és Dnipro-1 (EKL)
- E Feyenoord és PSV Eindhoven
- F Rennes és Monaco
- G Real Sociedad és Real Betis
- H Malmö FF és Djurgårdens IF (EKL)
- I Midtjylland és Silkeborg (EKL)
- J Bodø/Glimt és Molde (EKL)
- K Union Berlin és SC Freiburg
- L Fenerbahçe és Trabzonspor
- M Nantes és Nice (EKL)
- N Sturm Graz és Austria Wien (EKL)
- O AÉK Lárnakasz és Omónia
- P Zürich és Basel (EKL)

Fordulónként egy játéknapon játszották az összes mérkőzést. A játéknapok: szeptember 8., szeptember 15., október 6., október 13., október 27., november 3. A mérkőzések közép-európai idő szerint 18:45-kor és 21:00-kor kezdődnek. A végleges menetrendet a sorsolás után, számítógéppel állították össze.

## Csapatok
Az alábbi csapatok vettek részt a csoportkörben:
- 12 csapat ebben a körben lépett be
- 10 győztes csapat a rájátszásból
- 6 vesztes csapat a UEFA-bajnokok ligája rájátszásából (4 a bajnoki ágról, 2 a nem bajnoki ágról)
- 4 vesztes csapat a UEFA-bajnokok ligája 3. selejtezőkörének nem bajnoki ágáról

| Csapat            | Együttható |
| ----------------- | ---------- |
| Roma (EKL)        | 100,000    |
| Manchester United | 105,000    |
| Arsenal           | 80,000     |
| Lazio             | 53,000     |
| Crvena zvezda     | 46,500     |
| Braga             | 46,000     |
| Dinamo Kijiv      | 44,000     |
| Olimbiakósz       | 41,000     |

| Csapat            | Együttható |
| ----------------- | ---------- |
| Feyenoord         | 40,000     |
| PSV Eindhoven     | 33,000     |
| Rennes            | 33,000     |
| Monaco            | 26,000     |
| Real Sociedad     | 26,000     |
| Qarabağ           | 25,000     |
| Malmö FF          | 23,500     |
| Ludogorec Razgrad | 23,000     |

| Csapat           | Együttható |
| ---------------- | ---------- |
| Sheriff Tiraspol | 22,500     |
| Real Betis       | 21,000     |
| Midtjylland      | 19,000     |
| Bodø/Glimt       | 17,000     |
| Ferencváros      | 15,500     |
| Union Berlin     | 15,042     |
| SC Freiburg      | 15,042     |
| Fenerbahçe       | 14,500     |

| Csapat               | Együttható |
| -------------------- | ---------- |
| Nantes               | 12,016     |
| HJK                  | 8,500      |
| Sturm Graz           | 7,770      |
| AÉK Lárnakasz        | 7,500      |
| Omónia               | 7,000      |
| Zürich               | 7,000      |
| Union Saint-Gilloise | 6,120      |
| Trabzonspor          | 5,500      |

## Csoportok
A csoportokban a csapatok körmérkőzéses, oda-visszavágós rendszerben mérkőztek meg egymással. Az első helyezettek a nyolcaddöntőbe, a második helyezettek a nyolcaddöntő rájátszásába, a harmadik helyezettek a UEFA Európa Konferencia Liga nyolcaddöntőjének rájátszásába kerültek. A menetrendet 2022. augusztus 27-én tették közzé.

### Sorrend meghatározása
Az UEFA versenyszabályzata alapján, ha két vagy több csapat a csoportmérkőzések után azonos pontszámmal állt, az alábbiak alapján kellett meghatározni a sorrendet:
1. az azonosan álló csapatok mérkőzésein szerzett több pont
2. az azonosan álló csapatok mérkőzésein elért jobb gólkülönbség
3. az azonosan álló csapatok mérkőzésein szerzett több gól
4. ha kettőnél több csapat áll azonos pontszámmal, akkor az egymás elleni eredményeket mindaddig újra kell alkalmazni, amíg nem dönthető el a sorrend
5. az összes mérkőzésen elért jobb gólkülönbség
6. az összes mérkőzésen szerzett több gól
7. az összes mérkőzésen szerzett több idegenben szerzett gól
8. az összes mérkőzésen szerzett több győzelem
9. az összes mérkőzésen szerzett több idegenben szerzett győzelem
10. fair play pontszám (piros lap = 3 pont, kiállítás két sárga lap után = 3 pont, sárga lap = 1 pont);
11. jobb UEFA-együttható

Minden időpont közép-európai idő/közép-európai nyári idő szerint van feltüntetve.

### A csoport
| Hely. | Csapat        | M | Gy | D | V | G+ | G– | Gk  | P  | Továbbjutás                                                        |  | ARS | PSV | BOD | ZUR |
| ----- | ------------- | - | -- | - | - | -- | -- | --- | -- | ------------------------------------------------------------------ |  | --- | --- | --- | --- |
| 1.    | Arsenal       | 6 | 5  | 0 | 1 | 8  | 3  | +5  | 15 | Továbbjutott a nyolcaddöntőbe                                      |  | —   | 1–0 | 3–0 | 1–0 |
| 2.    | PSV Eindhoven | 6 | 4  | 1 | 1 | 15 | 4  | +11 | 13 | Továbbjutott a nyolcaddöntő rájátszásába                           |  | 2–0 | —   | 1–1 | 5–0 |
| 3.    | Bodø/Glimt    | 6 | 1  | 1 | 4 | 5  | 10 | −5  | 4  | Átkerült az UEFA Európa Konferencia Liga nyolcaddöntő rájátszásába |  | 0–1 | 1–2 | —   | 2–1 |
| 4.    | Zürich        | 6 | 1  | 0 | 5 | 5  | 16 | −11 | 3  |                                                                    |  | 1–2 | 1–5 | 2–1 | —   |

| 2022. szeptember 8. 18:45 |

| Zürich                 | 1–2               | Arsenal                    |
| ---------------------- | ----------------- | -------------------------- |
| Kryeziu 44' (11-esből) | (1–1) Jegyzőkönyv | Marquinhos 16' Nketiah 62' |

| Letzigrund, Zürich Nézőszám: 17 070 Játékvezető: Mohammed Al-Hakim (svéd) |

| 2022. szeptember 8. 18:45 |

| PSV Eindhoven | 1–1               | Bodø/Glimt  |
| ------------- | ----------------- | ----------- |
| Gakpo 62'     | (0–1) Jegyzőkönyv | Grønbæk 44' |

| Philips Stadion, Eindhoven Nézőszám: 28 627 Játékvezető: Georgi Kabakov (bolgár) |

| 2022. szeptember 15. 21:00 |

| Bodø/Glimt                      | 2–1               | Zürich      |
| ------------------------------- | ----------------- | ----------- |
| Selnæs 54' (öngól) Vetlesen 58' | (0–0) Jegyzőkönyv | Avdijaj 81' |

| Aspmyra Stadion, Bodø Nézőszám: 8000 Játékvezető: Stéphanie Frappart (francia) |

| 2022. október 6. 18:45 |

| Zürich    | 1–5               | PSV Eindhoven                              |
| --------- | ----------------- | ------------------------------------------ |
| Okita 87' | (0–4) Jegyzőkönyv | Vertessen 10' 15' Gakpo 21' 55' Simons 35' |

| Letzigrund, Zürich Nézőszám: 10 626 Játékvezető: William Collum (skót) |

| 2022. október 6. 21:00 (20:00 BST) |

| Arsenal                            | 3–0               | Bodø/Glimt |
| ---------------------------------- | ----------------- | ---------- |
| Nketiah 23' Holding 27' Vieira 84' | (2–0) Jegyzőkönyv |            |

| Emirates Stadion, London Nézőszám: 59 724 Játékvezető: Harm Osmers (német) |

| 2022. október 13. 18:45 |

| Bodø/Glimt | 0–1         | Arsenal  |
| ---------- | ----------- | -------- |
|            | Jegyzőkönyv | Saka 24' |

| Aspmyra Stadion, Bodø Nézőszám: 7922 Játékvezető: Irfan Peljto (bosznia-hercegovinai) |

| 2022. október 13. 21:00 |

| PSV Eindhoven                                          | 5–0               | Zürich |
| ------------------------------------------------------ | ----------------- | ------ |
| Gutiérrez 10' Veerman 15' 55' Sangaré 35' El Ghazi 84' | (3–0) Jegyzőkönyv |        |

| Philips Stadion, Eindhoven Nézőszám: 30 000 Játékvezető: Ali Palabıyık (török) |

| 2022. október 20. 19:00 (18:00 BST) |

| Arsenal   | 1–0               | PSV Eindhoven |
| --------- | ----------------- | ------------- |
| Xhaka 69' | (0–0) Jegyzőkönyv |               |

| Emirates Stadion, London Nézőszám: 52 200 Játékvezető: Alejandro Hernández Hernández (spanyol) |

| 2022. október 27. 18:45 |

| Zürich                             | 2–1               | Bodø/Glimt       |
| ---------------------------------- | ----------------- | ---------------- |
| Boranijašević 67' Marchesano 90+4' | (0–1) Jegyzőkönyv | Pellegrino 45+1' |

| Letzigrund, Zürich Nézőszám: 10 168 Játékvezető: Jevhen Anatolijovics Aranovszki (ukrán) |

| 2022. október 27. 18:45 |

| PSV Eindhoven           | 2–0               | Arsenal |
| ----------------------- | ----------------- | ------- |
| Veerman 56' de Jong 63' | (0–0) Jegyzőkönyv |         |

| Philips Stadion, Eindhoven Nézőszám: 35 000 Játékvezető: Marco Di Bello (olasz) |

| 2022. november 3. 21:00 (20:00 GMT) |

| Arsenal     | 1–0               | Zürich |
| ----------- | ----------------- | ------ |
| Tierney 17' | (1–0) Jegyzőkönyv |        |

| Emirates Stadion, London Játékvezető: Erik Lambrechts (belga) |

| 2022. november 3. 21:00 |

| Bodø/Glimt   | 1–2               | PSV Eindhoven                     |
| ------------ | ----------------- | --------------------------------- |
| Žugelj 90+3' | (0–1) Jegyzőkönyv | Sampsted 36' (öngól) Bakayoko 52' |

| Aspmyra Stadion, Bodø Játékvezető: Donatas Rumšas (litván) |

### B csoport
| Hely. | Csapat        | M | Gy | D | V | G+ | G– | Gk | P  | Továbbjutás                                                        |  | FEN | REN | AKL | DKV |
| ----- | ------------- | - | -- | - | - | -- | -- | -- | -- | ------------------------------------------------------------------ |  | --- | --- | --- | --- |
| 1.    | Fenerbahçe    | 6 | 4  | 2 | 0 | 13 | 7  | +6 | 14 | Továbbjutott a nyolcaddöntőbe                                      |  | —   | 3–3 | 2–0 | 2–1 |
| 2.    | Rennes        | 6 | 3  | 3 | 0 | 11 | 8  | +3 | 12 | Továbbjutott a nyolcaddöntő rájátszásába                           |  | 2–2 | —   | 1–1 | 2–1 |
| 3.    | AÉK Lárnakasz | 6 | 1  | 2 | 3 | 7  | 10 | −3 | 5  | Átkerült az UEFA Európa Konferencia Liga nyolcaddöntő rájátszásába |  | 1–2 | 1–2 | —   | 3–3 |
| 4.    | Dinamo Kijiv  | 6 | 0  | 1 | 5 | 5  | 11 | −6 | 1  |                                                                    |  | 0–2 | 0–1 | 0–1 | —   |

| 2022. szeptember 8. 18:45 (19:45 EEST) |

| AÉK Lárnakasz | 1–2               | Rennes                    |
| ------------- | ----------------- | ------------------------- |
| Oier 33'      | (1–1) Jegyzőkönyv | Theate 29' Assignon 90+4' |

| AEK Arena – Georgios Karapatakis, Lárnaka Nézőszám: 4103 Játékvezető: Giorgi Kruashvili (grúz) |

| 2022. szeptember 8. 18:45 (19:45 TRT) |

| Fenerbahçe                   | 2–1               | Dinamo Kijiv |
| ---------------------------- | ----------------- | ------------ |
| Henrique 35' Batshuayi 90+1' | (1–0) Jegyzőkönyv | Cihankov 63' |

| Şükrü Saracoğlu Stadion, Isztambul Nézőszám: 41 895 Játékvezető: Bognár Tamás (magyar) |

| 2022. szeptember 15. 21:00 |

| Dinamo Kijiv | 0–1               | AÉK Lárnakasz |
| ------------ | ----------------- | ------------- |
|              | (0–1) Jegyzőkönyv | Gyurcsó 8'    |

| Stadion Cracovii im. Józefa Piłsudskiego, Krakkó, Lengyelország Nézőszám: 3362 Játékvezető: Jakob Kehlet (dán) |

| 2022. szeptember 15. 21:00 |

| Rennes                | 2–2               | Fenerbahçe                            |
| --------------------- | ----------------- | ------------------------------------- |
| Terrier 52' Majer 54' | (0–0) Jegyzőkönyv | Kahveci 60' Valencia 90+2' (11-esből) |

| Roazhon Park, Rennes Nézőszám: 20 993 Játékvezető: Alekszej Kulbakov (fehérorosz) |

| 2022. október 6. 21:00 |

| Rennes               | 2–1               | Dinamo Kijiv  |
| -------------------- | ----------------- | ------------- |
| Terrier 23' Doué 89' | (1–1) Jegyzőkönyv | Tsygankov 33' |

| Roazhon Park, Rennes Nézőszám: 24 761 Játékvezető: José María Sánchez Martínez (spanyol) |

| 2022. október 6. 21:00 (22:00 TRT) |

| Fenerbahçe                      | 2–0               | AÉK Lárnakasz |
| ------------------------------- | ----------------- | ------------- |
| Batshuayi 26' Mamas 79' (öngól) | (1–0) Jegyzőkönyv |               |

| Şükrü Saracoğlu Stadion, Isztambul Nézőszám: 38 860 Játékvezető: Chris Kavanagh (angol) |

| 2022. október 13. 18:45 (19:45 EEST) |

| Dinamo Kijiv | 0–1               | Rennes   |
| ------------ | ----------------- | -------- |
|              | (0–0) Jegyzőkönyv | Wooh 48' |

| Stadion Cracovii im. Józefa Piłsudskiego, Krakkó, Lengyelország Nézőszám: 5398 Játékvezető: Serdar Gözübüyük (holland) |

| 2022. október 13. 18:45 |

| AÉK Lárnakasz               | 1–2               | Fenerbahçe                                    |
| --------------------------- | ----------------- | --------------------------------------------- |
| Tricskovszki 52' (11-esből) | (0–1) Jegyzőkönyv | João Pedro 16' Michy Batshuayi 80' (11-esből) |

| AEK Arena – Georgios Karapatakis, Lárnaka Nézőszám: 6947 Játékvezető: Paweł Raczkowski (lengyel) |

| 2022. október 27. 18:45 (19:45 EEST) |

| Fenerbahçe                    | 3–3               | Rennes                    |
| ----------------------------- | ----------------- | ------------------------- |
| Valencia 42' Zajc 82' Mor 88' | (1–3) Jegyzőkönyv | Gouiri 5' 30' Terrier 16' |

| Şükrü Saracoğlu Stadion, Isztambul Nézőszám: 34 840 Játékvezető: Novak Simović (szerb) |

| 2022. október 27. 18:45 (19:45 TRT) |

| AÉK Lárnakasz            | 3–3               | Dinamo Kijiv               |
| ------------------------ | ----------------- | -------------------------- |
| Altman 26' 72' Lopes 53' | (1–1) Jegyzőkönyv | Vanat 45' Harmas 82' 90+2' |

| AEK Arena – Georgios Karapatakis, Lárnaka Nézőszám: 4321 Játékvezető: John Beaton (skót) |

| 2022. november 3. 21:00 |

| Dinamo Kijiv | 0–2               | Fenerbahçe           |
| ------------ | ----------------- | -------------------- |
|              | (0–2) Jegyzőkönyv | Güler 23' Arão 45+2' |

| Stadion Cracovii im. Józefa Piłsudskiego, Krakkó, Lengyelország Játékvezető: Duje Strukan (horvát) |

| 2022. november 3. 21:00 |

| Rennes     | 1–1               | AÉK Lárnakasz |
| ---------- | ----------------- | ------------- |
| Abline 17' | (1–0) Jegyzőkönyv | Lopes 76'     |

| Roazhon Park, Rennes Játékvezető: Mohammed Al-Hakim (svéd) |

### C csoport
| Hely. | Csapat            | M | Gy | D | V | G+ | G– | Gk  | P  | Továbbjutás                                                        |  | BET | ROM | LUD | HJK |
| ----- | ----------------- | - | -- | - | - | -- | -- | --- | -- | ------------------------------------------------------------------ |  | --- | --- | --- | --- |
| 1.    | Real Betis        | 6 | 5  | 1 | 0 | 12 | 4  | +8  | 16 | Továbbjutott a nyolcaddöntőbe                                      |  | —   | 1–1 | 3–2 | 3–0 |
| 2.    | Roma              | 6 | 3  | 1 | 2 | 11 | 7  | +4  | 10 | Továbbjutott a nyolcaddöntő rájátszásába                           |  | 1–2 | —   | 3–1 | 3–0 |
| 3.    | Ludogorec Razgrad | 6 | 2  | 1 | 3 | 8  | 9  | −1  | 7  | Átkerült az UEFA Európa Konferencia Liga nyolcaddöntő rájátszásába |  | 0–1 | 2–1 | —   | 2–0 |
| 4.    | HJK               | 6 | 0  | 1 | 5 | 2  | 13 | −11 | 1  |                                                                    |  | 0–2 | 1–2 | 1–1 | —   |

| 2022. szeptember 8. 18:45 (19:45 EEST) |

| Ludogorec Razgrad    | 2–1               | Roma           |
| -------------------- | ----------------- | -------------- |
| Cauly 72' Nonato 72' | (0–0) Jegyzőkönyv | Shomurodov 86' |

| Ludogorec Aréna, Razgrad Nézőszám: 10 011 Játékvezető: Vraig Pawson (angol) |

| 2022. szeptember 8. 18:45 (19:45 EEST) |

| HJK | 0–2               | Real Betis                |
| --- | ----------------- | ------------------------- |
|     | (0–1) Jegyzőkönyv | José 45+3' (11-esből) 64' |

| Bolt Aréna, Helsinki Nézőszám: 10 164 Játékvezető: Roi Reinshreiber (izraeli) |

| 2022. szeptember 15. 21:00 |

| Real Betis                                | 3–2               | Ludogorec Razgrad       |
| ----------------------------------------- | ----------------- | ----------------------- |
| Luiz Henrique 25' Joaquín 39' Canales 59' | (2–1) Jegyzőkönyv | Despodov 45+1' Rick 74' |

| Benito Villamarín Stadion, Sevilla Nézőszám: 43 113 Játékvezető: Andris Treimanis (lett) |

| 2022. szeptember 15. 21:00 |

| Roma                                  | 3–0               | HJK |
| ------------------------------------- | ----------------- | --- |
| Dybala 47' Pellegrini 49' Belotti 68' | (0–0) Jegyzőkönyv |     |

| Olimpiai Stadion, Róma Nézőszám: 60 193 Játékvezető: Radu Petrescu (román) |

| 2022. október 6. 18:45 (19:45 EEST) |

| HJK         | 1–1               | Ludogorec Razgrad |
| ----------- | ----------------- | ----------------- |
| Hetemaj 55' | (0–1) Jegyzőkönyv | Tissera 10'       |

| Bolt Aréna, Helsinki Nézőszám: 9751 Játékvezető: Jevhen Aranovszkij (ukrán) |

| 2022. október 6. 21:00 |

| Roma                  | 1–2               | Real Betis                 |
| --------------------- | ----------------- | -------------------------- |
| Dybala 34' (11-esből) | (1–1) Jegyzőkönyv | Rodríguez 40' Henrique 88' |

| Olimpiai Stadion, Róma Nézőszám: 62 294 Játékvezető: Matej Jug (szlovén) |

| 2022. október 13. 18:45 |

| Real Betis  | 1–1               | Roma        |
| ----------- | ----------------- | ----------- |
| Canales 34' | (1–0) Jegyzőkönyv | Belotti 53' |

| Benito Villamarín Stadion, Sevilla Nézőszám: 52 472 Játékvezető: Anasztásziosz Szidirópulosz (görög) |

| 2022. október 13. 21:00 (22:00 EEST) |

| Ludogorec Razgrad    | 2–0               | HJK |
| -------------------- | ----------------- | --- |
| Gropper 39' Rick 64' | (1–0) Jegyzőkönyv |     |

| Ludogorec Aréna, Razgrad Nézőszám: 4623 Játékvezető: Kristo Tohver (észt) |

| 2022. október 27. 18:45 (19:45 EEST) |

| Ludogorec Razgrad | 0–1               | Real Betis |
| ----------------- | ----------------- | ---------- |
|                   | (0–0) Jegyzőkönyv | Fekir 65'  |

| Ludogorec Aréna, Razgrad Nézőszám: 9487 Játékvezető: Harald Lechner (osztrák) |

| 2022. október 27. 21:00 (22:00 EEST) |

| HJK         | 1–2               | Roma                             |
| ----------- | ----------------- | -------------------------------- |
| Hetemaj 54' | (0–1) Jegyzőkönyv | Abraham 41' Hoskonen 62' (öngól) |

| Bolt Aréna, Helsinki Nézőszám: 9751 Játékvezető: Tiago Martins (portugál) |

| 2022. november 3. 21:00 |

| Roma                                                 | 3–1               | Ludogorec Razgrad |
| ---------------------------------------------------- | ----------------- | ----------------- |
| Pellegrini 56' (11-esből) 65' (11-esből) Zaniolo 85' | (0–1) Jegyzőkönyv | Rick 42'          |

| Olimpiai Stadion, Róma Játékvezető: Nikola Dabanović (montenegrói) |

| 2022. november 3. 21:00 |

| Real Betis                 | 3–0               | HJK |
| -------------------------- | ----------------- | --- |
| Ruibal 20' 41' Fekir 90+3' | (2–0) Jegyzőkönyv |     |

| Benito Villamarín Stadion, Sevilla Játékvezető: William Collum (skót) |

### D csoport
| Hely. | Csapat               | M | Gy | D | V | G+ | G– | Gk | P  | Továbbjutás                                                        |  | USG | UBE | BRA | MAL |
| ----- | -------------------- | - | -- | - | - | -- | -- | -- | -- | ------------------------------------------------------------------ |  | --- | --- | --- | --- |
| 1.    | Union Saint-Gilloise | 6 | 4  | 1 | 1 | 11 | 7  | +4 | 13 | Továbbjutott a nyolcaddöntőbe                                      |  | —   | 0–1 | 3–3 | 3–2 |
| 2.    | Union Berlin         | 6 | 4  | 0 | 2 | 4  | 2  | +2 | 12 | Továbbjutott a nyolcaddöntő rájátszásába                           |  | 0–1 | —   | 1–0 | 1–0 |
| 3.    | Braga                | 6 | 3  | 1 | 2 | 9  | 7  | +2 | 10 | Átkerült az UEFA Európa Konferencia Liga nyolcaddöntő rájátszásába |  | 1–2 | 1–0 | —   | 2–1 |
| 4.    | Malmö FF             | 6 | 0  | 0 | 6 | 3  | 11 | −8 | 0  |                                                                    |  | 0–2 | 0–1 | 0–2 | —   |

| 2022. szeptember 8. 18:45 |

| Malmö FF | 0–2               | Braga                              |
| -------- | ----------------- | ---------------------------------- |
|          | (0–1) Jegyzőkönyv | Rodrigues 30' Horta 70' (11-esből) |

| Swedbank Stadion, Malmö Nézőszám: 13 721 Játékvezető: Duje Strukan (horvát) |

| 2022. szeptember 8. 18:45 |

| Union Berlin | 0–1         | Union Saint-Gilloise |
| ------------ | ----------- | -------------------- |
|              | Jegyzőkönyv | Lynen 39'            |

| Stadion An der Alten Försterei, Berlin Nézőszám: 21 512 Játékvezető: Szerhij Bojko (ukrán) |

| 2022. szeptember 15. 21:00 |

| Union Saint-Gilloise               | 3–2               | Malmö FF                   |
| ---------------------------------- | ----------------- | -------------------------- |
| Burgess 17' Teuma 69' Boniface 71' | (1–1) Jegyzőkönyv | Ceesay 6' Kiese Thelin 57' |

| Den Dreef, Leuven Nézőszám: 4373 Játékvezető: Bartosz Frankowski (lengyel) |

| 2022. szeptember 15. 21:00 (20:00 WEST) |

| Braga       | 1–0               | Union Berlin |
| ----------- | ----------------- | ------------ |
| Vitinha 77' | (0–0) Jegyzőkönyv |              |

| Braga városi stadion, Braga Nézőszám: 17 782 Játékvezető: Filip Glova (szlovák) |

| 2022. október 6. 18:45 |

| Malmö FF | 0–1         | Union Berlin             |
| -------- | ----------- | ------------------------ |
|          | Jegyzőkönyv | Schäfer 45′ Becker 90+3' |

| Swedbank Stadion, Malmö Nézőszám: 16 057 Játékvezető: Halil Umut Meler (török) |

| 2022. október 6. 21:00 (20:00 WEST) |

| Braga    | 1–2               | Union Saint-Gilloise |
| -------- | ----------------- | -------------------- |
| Ruiz 49' | (0–0) Jegyzőkönyv | Nilsson 86' 90+4'    |

| Braga városi stadion, Braga Nézőszám: 14 044 Játékvezető: Stéphanie Frappart (francia) |

| 2022. október 13. 18:45 |

| Union Saint-Gilloise         | 3–3               | Braga               |
| ---------------------------- | ----------------- | ------------------- |
| Boniface 20' 62' Vanzeir 20' | (1–3) Jegyzőkönyv | Vitinha 15' 36' 41' |

| Den Dreef, Leuven Nézőszám: 7851 Játékvezető: Aliyar Aghayev (azeri) |

| 2022. október 13. 21:00 |

| Union Berlin          | 1–0               | Malmö FF |
| --------------------- | ----------------- | -------- |
| Knoche 89' (11-esből) | (0–0) Jegyzőkönyv |          |

| Stadion An der Alten Försterei, Berlin Nézőszám: 21 800 Játékvezető: Alekszandar Sztavrev (észak-macedón) |

| 2022. október 27. 18:45 |

| Malmö FF | 0–2         | Union Saint-Gilloise |
| -------- | ----------- | -------------------- |
|          | Jegyzőkönyv | Teuma 10' Amani 42'  |

| Swedbank Stadion, Malmö Nézőszám: 10, 912 Játékvezető: Roi Reinshreiber (izraeli) |

| 2022. október 27. 18:45 |

| Union Berlin          | 1–0               | Braga |
| --------------------- | ----------------- | ----- |
| Knoche 68' (11-esből) | (0–0) Jegyzőkönyv |       |

| Stadion An der Alten Försterei, Berlin Nézőszám: 21 082 Játékvezető: Craig Pawson (angol) |

| 2022. november 3. 21:00 |

| Union Saint-Gilloise | 0–1               | Union Berlin |
| -------------------- | ----------------- | ------------ |
|                      | (0–1) Jegyzőkönyv | Michel 6'    |

| Den Dreef, Leuven Játékvezető: Andris Treimanis (lett) |

| 2022. november 3. 21:00 (20:00 WET) |

| Braga                  | 2–1               | Malmö FF   |
| ---------------------- | ----------------- | ---------- |
| R. Horta 36' Djaló 55' | (1–0) Jegyzőkönyv | Sejdiu 77' |

| Braga városi stadion, Braga Játékvezető: Ruddy Buquet (francia) |

### E csoport
| Hely. | Csapat            | M | Gy | D | V | G+ | G– | Gk | P  | Továbbjutás                                                        |  | RSO | MUN | SHE | OMO |
| ----- | ----------------- | - | -- | - | - | -- | -- | -- | -- | ------------------------------------------------------------------ |  | --- | --- | --- | --- |
| 1.    | Real Sociedad     | 6 | 5  | 0 | 1 | 10 | 2  | +8 | 15 | Továbbjutott a nyolcaddöntőbe                                      |  | —   | 0–1 | 3–0 | 2–1 |
| 2.    | Manchester United | 6 | 5  | 0 | 1 | 10 | 3  | +7 | 15 | Továbbjutott a nyolcaddöntő rájátszásába                           |  | 0–1 | —   | 3–0 | 1–0 |
| 3.    | Sheriff Tiraspol  | 6 | 2  | 0 | 4 | 4  | 10 | −6 | 6  | Átkerült az UEFA Európa Konferencia Liga nyolcaddöntő rájátszásába |  | 0–2 | 0–2 | —   | 1–0 |
| 4.    | Omónia            | 6 | 0  | 0 | 6 | 3  | 12 | −9 | 0  |                                                                    |  | 0–2 | 2–3 | 0–3 | —   |

1. 1 2  Az egymás elleni eredmény döntetlen. Az összes gólkülönbség döntött.

| 2022. szeptember 8. 21:00 (20:00 BST) |

| Manchester United | 0–1               | Real Sociedad         |
| ----------------- | ----------------- | --------------------- |
|                   | (0–0) Jegyzőkönyv | Méndez 59' (11-esből) |

| Old Trafford, Manchester Nézőszám: 74 310 Játékvezető: Marco Di Bello (olasz) |

| 2022. szeptember 8. 21:00 (22:00 EEST) |

| Omónia | 0–3               | Sheriff Tiraspol                            |
| ------ | ----------------- | ------------------------------------------- |
|        | (0–1) Jegyzőkönyv | Rasheed 2' Atiemwen 55' (11-esből) Diop 76' |

| GSZP Stadion, Nicosia Nézőszám: 11 271 Játékvezető: Rade Obrenović (szlovén) |

| 2022. szeptember 15. 18:45 (19:45 EEST) |

| Sheriff Tiraspol | 0–2         | Manchester United                 |
| ---------------- | ----------- | --------------------------------- |
|                  | Jegyzőkönyv | Sancho 17' Ronaldo 39' (11-esből) |

| Zimbru Stadion, Chișinău Nézőszám: 8734 Játékvezető: Paweł Raczkowski (lengyel) |

| 2022. szeptember 15. 18:45 |

| Real Sociedad           | 2–1               | Omónia    |
| ----------------------- | ----------------- | --------- |
| Guevara 30' Sørloth 80' | (1–0) Jegyzőkönyv | Bruno 72' |

| Estadio Anoeta, San Sebastián Nézőszám: 28 587 Játékvezető: Kristo Tohver (észt) |

| 2022. október 6. 18:45 (19:45 EEST) |

| Sheriff Tiraspol | 0–2               | Real Sociedad           |
| ---------------- | ----------------- | ----------------------- |
|                  | (0–0) Jegyzőkönyv | Silva 53' Elustondo 62' |

| Zimbru Stadion, Chișinău Nézőszám: 5427 Játékvezető: Harald Lechner (osztrák) |

| 2022. október 6. 18:45 (19:45 EEST) |

| Omónia                        | 2–3               | Manchester United            |
| ----------------------------- | ----------------- | ---------------------------- |
| Anszárifard 34' Panagiotu 85' | (1–0) Jegyzőkönyv | Rashford 53' 84' Martial 63' |

| GSZP Stadion, Nicosia Nézőszám: 20 011 Játékvezető: João Pinheiro (portugál) |

| 2022. október 13. 21:00 (20:00 BST) |

| Manchester United | 1–0               | Omónia |
| ----------------- | ----------------- | ------ |
| McTominay 90+3'   | (0–0) Jegyzőkönyv |        |

| Old Trafford, Manchester Nézőszám: 74 310 Játékvezető: Jérôme Brisard (francia) |

| 2022. október 13. 21:00 |

| Real Sociedad                      | 3–0               | Sheriff Tiraspol |
| ---------------------------------- | ----------------- | ---------------- |
| Sørloth 45+1' Rico 66' Navarro 81' | (1–0) Jegyzőkönyv | Zohouri 33′      |

| Estadio Anoeta, San Sebastián Nézőszám: 25 806 Játékvezető: Enea Jorgji (albán) |

| 2022. október 27. 21:00 (20:00 BST) |

| Manchester United                  | 3–0               | Sheriff Tiraspol |
| ---------------------------------- | ----------------- | ---------------- |
| Dalot 44' Rashford 65' Ronaldo 81' | (1–0) Jegyzőkönyv |                  |

| Old Trafford, Manchester Nézőszám: 73 764 Játékvezető: Anasztásziosz Szidirópulosz (görög) |

| 2022. október 27. 21:00 (22:00 EEST) |

| Omónia | 0–2               | Real Sociedad            |
| ------ | ----------------- | ------------------------ |
|        | (0–1) Jegyzőkönyv | Navarro 45+2' Méndez 60' |

| GSZP Stadion, Nicosia Nézőszám: 11 780 Játékvezető: Bognár Tamás (magyar) |

| 2022. november 3. 18:45 |

| Real Sociedad | 0–1         | Manchester United |
| ------------- | ----------- | ----------------- |
|               | Jegyzőkönyv | Garnacho 17'      |

| Estadio Anoeta, San Sebastián Játékvezető: Georgi Kabakov (bolgár) |

| 2022. november 3. 18:45 (19:45 EET) |

| Sheriff Tiraspol | 1–0               | Omónia |
| ---------------- | ----------------- | ------ |
| Akanbi 87'       | (0–0) Jegyzőkönyv |        |

| Zimbru Stadion, Chișinău Játékvezető: Fran Jović (horvát) |

### F csoport
| Hely. | Csapat      | M | Gy | D | V | G+ | G– | Gk | P | Továbbjutás                                                        |  | FEY | MID | LAZ | STU |
| ----- | ----------- | - | -- | - | - | -- | -- | -- | - | ------------------------------------------------------------------ |  | --- | --- | --- | --- |
| 1.    | Feyenoord   | 6 | 2  | 2 | 2 | 13 | 9  | +4 | 8 | Továbbjutott a nyolcaddöntőbe                                      |  | —   | 2–2 | 1–0 | 6–0 |
| 2.    | Midtjylland | 6 | 2  | 2 | 2 | 12 | 8  | +4 | 8 | Továbbjutott a nyolcaddöntő rájátszásába                           |  | 2–2 | —   | 5–1 | 2–0 |
| 3.    | Lazio       | 6 | 2  | 2 | 2 | 9  | 11 | −2 | 8 | Átkerült az UEFA Európa Konferencia Liga nyolcaddöntő rájátszásába |  | 4–2 | 2–1 | —   | 2–2 |
| 4.    | Sturm Graz  | 6 | 2  | 2 | 2 | 4  | 10 | −6 | 8 |                                                                    |  | 1–0 | 1–0 | 0–0 | —   |

1. 1 2 3 4  Az egymás elleni eredmény döntetlen. Az összes gólkülönbség döntött. A Feyenoord és Midtjylland között a több szerzett gól döntött.

| 2022. szeptember 8. 21:00 |

| Lazio                                  | 4–2               | Feyenoord                  |
| -------------------------------------- | ----------------- | -------------------------- |
| Alberto 4' Anderson 15' Vecino 28' 63' | (3–0) Jegyzőkönyv | Giménez 69' (11-esből) 88' |

| Olimpiai Stadion, Róma Nézőszám: 22 763 Játékvezető: Ricardo de Burgos Bengoetxea (spanyol) |

| 2022. szeptember 8. 21:00 |

| Sturm Graz | 1–0               | Midtjylland |
| ---------- | ----------------- | ----------- |
| Emegha 8'  | (1–0) Jegyzőkönyv |             |

| Liebenauer Stadion, Graz Nézőszám: 10 521 Játékvezető: Aliyar Aghayev (azeri) |

| 2022. szeptember 15. 18:45 |

| Midtjylland                                                               | 5–1               | Lazio                |
| ------------------------------------------------------------------------- | ----------------- | -------------------- |
| Paulinho 26' Kaba 30' Evander 52' (11-esből) Isaksen 67' Szvjatcsenko 72' | (2–0) Jegyzőkönyv | Milinković-Savić 57' |

| MCH Arena, Herning Nézőszám: 9052 Játékvezető: Nikola Dabanović (montenegrói) |

| 2022. szeptember 15. 18:45 |

| Feyenoord                                                        | 6–0               | Sturm Graz |
| ---------------------------------------------------------------- | ----------------- | ---------- |
| Dzsahánbahs 9' 41' Hancko 31' Danilo 34' Giménez 68' Idríszi 78' | (4–0) Jegyzőkönyv |            |

| Feijenoord Stadion, Rotterdam Nézőszám: 30 025 Játékvezető: Jérôme Brisard (francia) |

| 2022. október 6. 18:45 |

| Sturm Graz | 0–0         | Lazio |
| ---------- | ----------- | ----- |
|            | Jegyzőkönyv |       |

| Liebenauer Stadion, Graz Nézőszám: 14 171 Játékvezető: Benoît Bastien (francia) |

| 2022. október 6. 21:00 |

| Midtjylland             | 2–2               | Feyenoord                         |
| ----------------------- | ----------------- | --------------------------------- |
| Isaksen 54' Juninho 85' | (0–2) Jegyzőkönyv | Szymańsk 17' Kökçü 45' (11-esből) |

| MCH Arena, Herning Nézőszám: 9044 Játékvezető: Mohammed al-Hakim (svéd) |

| 2022. október 13. 18:45 |

| Feyenoord             | 2–2               | Midtjylland                   |
| --------------------- | ----------------- | ----------------------------- |
| Timber 32' Hancko 48' | (1–1) Jegyzőkönyv | Martínez 16' Szvjatcsenko 58' |

| Feijenoord Stadion, Rotterdam Nézőszám: 43 086 Játékvezető: Rade Obrenović (szlovén) |

| 2022. október 13. 21:00 |

| Lazio                             | 2–2               | Sturm Graz     |
| --------------------------------- | ----------------- | -------------- |
| Immobile 45' (11-esből) Pedro 71' | (1–0) Jegyzőkönyv | Bøving 56' 83' |

| Olimpiai Stadion, Róma Nézőszám: 21 059 Játékvezető: Sascha Stegemann (német) |

| 2022. október 27. 18:45 |

| Lazio                          | 2–1               | Midtjylland |
| ------------------------------ | ----------------- | ----------- |
| Milinković-Savić 36' Pedro 58' | (1–1) Jegyzőkönyv | Isaksen 8'  |

| Olimpiai Stadion, Róma Nézőszám: 17 756 Játékvezető: Daniel Stefański (lengyel) |

| 2022. október 27. 21:00 |

| Sturm Graz        | 1–0               | Feyenoord |
| ----------------- | ----------------- | --------- |
| Kiteishvili 90+3' | (0–0) Jegyzőkönyv |           |

| Liebenauer Stadion, Graz Nézőszám: 13 987 Játékvezető: Espen Eskås (norvég) |

| 2022. november 3. 18:45 |

| Midtjylland    | 2–0               | Sturm Graz |
| -------------- | ----------------- | ---------- |
| Dreyer 15' 72' | (1–0) Jegyzőkönyv |            |

| MCH Arena, Herning Játékvezető: Matej Jug (szlovén) |

| 2022. november 3. 18:45 |

| Feyenoord   | 1–0               | Lazio |
| ----------- | ----------------- | ----- |
| Giménez 64' | (0–0) Jegyzőkönyv |       |

| Feijenoord Stadion, Rotterdam Játékvezető: Irfan Peljto (bosznia-hercegovinai) |

### G csoport
| Hely. | Csapat      | M | Gy | D | V | G+ | G– | Gk  | P  | Továbbjutás                                                        |  | FRE | NAN | QAR | OLY |
| ----- | ----------- | - | -- | - | - | -- | -- | --- | -- | ------------------------------------------------------------------ |  | --- | --- | --- | --- |
| 1.    | SC Freiburg | 6 | 4  | 2 | 0 | 13 | 3  | +10 | 14 | Továbbjutott a nyolcaddöntőbe                                      |  | —   | 2–0 | 2–1 | 1–1 |
| 2.    | Nantes      | 6 | 3  | 0 | 3 | 6  | 11 | −5  | 9  | Továbbjutott a nyolcaddöntő rájátszásába                           |  | 0–4 | —   | 2–1 | 2–1 |
| 3.    | Qarabağ     | 6 | 2  | 2 | 2 | 9  | 5  | +4  | 8  | Átkerült az UEFA Európa Konferencia Liga nyolcaddöntő rájátszásába |  | 1–1 | 3–0 | —   | 0–0 |
| 4.    | Olimbiakósz | 6 | 0  | 2 | 4 | 2  | 11 | −9  | 2  |                                                                    |  | 0–3 | 0–2 | 0–3 | —   |

| 2022. szeptember 8. 21:00 |

| Nantes                     | 2–1               | Olimbiakósz     |
| -------------------------- | ----------------- | --------------- |
| Mohamed 32' Guessand 90+3' | (1–0) Jegyzőkönyv | Moutoussamy 50' |

| Stade de la Beaujoire, Nantes Nézőszám: 31 276 Játékvezető: Harald Lechner (osztrák) |

| 2022. szeptember 8. 21:00 |

| SC Freiburg                  | 2–1               | Qarabağ     |
| ---------------------------- | ----------------- | ----------- |
| Grifo 7' (11-esből) Doan 15' | (2–1) Jegyzőkönyv | Vešović 39' |

| Europa-Park Stadion, Freiburg im Breisgau Nézőszám: 31 500 Játékvezető: Erik Lambrechts (belga) |

| 2022. szeptember 15. 18:45 (19:45 EEST) |

| Olimbiakósz | 0–3               | SC Freiburg                   |
| ----------- | ----------------- | ----------------------------- |
|             | (0–2) Jegyzőkönyv | Höfler 5' Gregoritsch 25' 52' |

| Karaiszkákisz Stadion, Pireusz Nézőszám: 23 104 Játékvezető: Matej Jug (szlovén) |

| 2022. szeptember 15. 18:45 (20:45 AZT) |

| Qarabağ                           | 3–0               | Nantes |
| --------------------------------- | ----------------- | ------ |
| Owusu 60' Zoubir 65' Janković 72' | (0–0) Jegyzőkönyv |        |

| Tofik Bahramov Stadion, Baku Nézőszám: 26 495 Játékvezető: Enea Jorgji (albán) |

| 2022. október 6. 21:00 (22:00 EEST) |

| Olimbiakósz | 0–3               | Qarabağ                            |
| ----------- | ----------------- | ---------------------------------- |
|             | (0–0) Jegyzőkönyv | Owusu 68' Vešović 82' Sheydaev 86' |

| Karaiszkákisz Stadion, Pireusz Nézőszám: 21 677 Játékvezető: Irfan Peljto (bosznia-hercegovinai) |

| 2022. október 6. 21:00 |

| SC Freiburg          | 2–0               | Nantes |
| -------------------- | ----------------- | ------ |
| Kyereh 48' Grifo 72' | (0–0) Jegyzőkönyv |        |

| Europa-Park Stadion, Freiburg im Breisgau Nézőszám: 33 200 Játékvezető: Glenn Nyberg (svéd) |

| 2022. október 13. 18:45 |

| Nantes | 0–4               | SC Freiburg                                      |
| ------ | ----------------- | ------------------------------------------------ |
|        | (0–1) Jegyzőkönyv | Kübler 26' Gregoritsch 71' Schade 82' Dzsong 87' |

| Stade de la Beaujoire, Nantes Nézőszám: 31 845 Játékvezető: Horațiu Feșnic (román) |

| 2022. október 13. 18:45 (20:45 AZT) |

| Qarabağ | 0–0         | Olimbiakósz |
| ------- | ----------- | ----------- |
|         | Jegyzőkönyv |             |

| Tofik Bahramov Stadion, Baku Nézőszám: 31 200 Játékvezető: Craig Pawson (angol) |

| 2022. október 27. 21:00 |

| SC Freiburg  | 1–1               | Olimbiakósz  |
| ------------ | ----------------- | ------------ |
| Kübler 90+3' | (0–1) Jegyzőkönyv | El-Arabi 17' |

| Europa-Park Stadion, Freiburg im Breisgau Nézőszám: 33 000 Játékvezető: Kristo Tohver (észt) |

| 2022. október 27. 21:00 |

| Nantes                | 2–1               | Qarabağ               |
| --------------------- | ----------------- | --------------------- |
| Blas 17' Ganago 90+5' | (1–0) Jegyzőkönyv | Ozobić 56' (11-esből) |

| Stade de la Beaujoire, Nantes Nézőszám: 30 927 Játékvezető: Jakob Kehlet (dán) |

| 2022. november 3. 18:45 (19:45 EET) |

| Qarabağ     | 1–1               | SC Freiburg             |
| ----------- | ----------------- | ----------------------- |
| Owusu 90+2' | (0–1) Jegyzőkönyv | Petersen 25' (11-esből) |

| Tofik Bahramov Stadion, Baku Játékvezető: Alekszej Kulbakov (fehérorosz) |

| 2022. november 3. 18:45 (21:45 AZT) |

| Olimbiakósz | 0–2               | Nantes               |
| ----------- | ----------------- | -------------------- |
|             | (0–0) Jegyzőkönyv | Mohamed 79' Blas 90' |

| Karaiszkákisz Stadion, Pireusz Játékvezető: Szerhij Bojko (ukrán) |

### H csoport
| Hely. | Csapat        | M | Gy | D | V | G+ | G– | Gk | P  | Továbbjutás                                                        |  | FTC | MON | TRA | RSB |
| ----- | ------------- | - | -- | - | - | -- | -- | -- | -- | ------------------------------------------------------------------ |  | --- | --- | --- | --- |
| 1.    | Ferencváros   | 6 | 3  | 1 | 2 | 8  | 9  | −1 | 10 | Továbbjutott a nyolcaddöntőbe                                      |  | —   | 1–1 | 3–2 | 2–1 |
| 2.    | Monaco        | 6 | 3  | 1 | 2 | 9  | 8  | +1 | 10 | Továbbjutott a nyolcaddöntő rájátszásába                           |  | 0–1 | —   | 3–1 | 4–1 |
| 3.    | Trabzonspor   | 6 | 3  | 0 | 3 | 11 | 9  | +2 | 9  | Átkerült az UEFA Európa Konferencia Liga nyolcaddöntő rájátszásába |  | 1–0 | 4–0 | —   | 2–1 |
| 4.    | Crvena zvezda | 6 | 2  | 0 | 4 | 9  | 11 | −2 | 6  |                                                                    |  | 4–1 | 0–1 | 2–1 | —   |

1. 1 2  Egymás elleni pontok: Ferencváros 4, Monaco 1.

| 2022. szeptember 8. 21:00 |

| Crvena zvezda | 0–1               | Monaco                |
| ------------- | ----------------- | --------------------- |
|               | (0–0) Jegyzőkönyv | Embolo 74' (11-esből) |

| Rajko Mitić Stadion, Belgrád Nézőszám: 40 226 Játékvezető: Harm Osmers (német) |

| 2022. szeptember 8. 21:00 |

| Ferencváros                        | 3–2               | Trabzonspor         |
| ---------------------------------- | ----------------- | ------------------- |
| Nguen 5' 44' (11-esből) Traoré 29' | (3–1) Jegyzőkönyv | Gómez 39' Bozok 71' |

| Groupama Aréna, Budapest Nézőszám: 17 987 Játékvezető: Fabio Maresca (olasz) |

| 2022. szeptember 15. 18:45 (19:45 TRT) |

| Trabzonspor              | 2–1               | Crvena zvezda |
| ------------------------ | ----------------- | ------------- |
| Hamšík 16' Trézéguet 68' | (1–0) Jegyzőkönyv | Nikolić 89'   |

| Şenol Güneş Sports Complex, Trabzon Nézőszám: 24 884 Játékvezető: Sascha Stegemann (német) |

| 2022. szeptember 15. 18:45 |

| Monaco | 0–1               | Ferencváros |
| ------ | ----------------- | ----------- |
|        | (0–0) Jegyzőkönyv | Vécsei 80'  |

| II. Lajos Stadion, Monaco Nézőszám: 3931 Játékvezető: Espen Eskås (norvég) |

| 2022. október 6. 18:45 |

| Crvena zvezda                                   | 4–1               | Ferencváros      |
| ----------------------------------------------- | ----------------- | ---------------- |
| Kanga 27' (11-esből) 60' Mitrović 35' Katai 51' | (2–0) Jegyzőkönyv | Zachariassen 71' |

| Rajko Mitić Stadion, Belgrád Nézőszám: 26 244 Játékvezető: Lawrence Visser (belga) |

| 2022. október 6. 18:45 |

| Monaco                                     | 3–1               | Trabzonspor   |
| ------------------------------------------ | ----------------- | ------------- |
| Ben Yedder 14' 45+2' (11-esből) Disasi 55' | (2–0) Jegyzőkönyv | Bakasetas 72' |

| II. Lajos Stadion, Monaco Nézőszám: 5050 Játékvezető: Giorgi Kruashvili (grúz) |

| 2022. október 13. 21:00 (22:00 TRT) |

| Trabzonspor                                       | 4–0               | Monaco |
| ------------------------------------------------- | ----------------- | ------ |
| Sarr 44' (öngól) Hugo 48' Bardi 57' Trézéguet 69' | (1–0) Jegyzőkönyv |        |

| Şenol Güneş Sports Complex, Trabzon Nézőszám: 24 343 Játékvezető: Jakob Kehlet (dán) |

| 2022. október 13. 21:00 |

| Ferencváros                | 2–1               | Crvena zvezda |
| -------------------------- | ----------------- | ------------- |
| Zachariassen 23' Mmaee 61' | (1–0) Jegyzőkönyv | Mitrović 55'  |

| Groupama Aréna, Budapest Nézőszám: 20 675 Játékvezető: Daniel Stefański (lengyel) |

| 2022. október 27. 21:00 |

| Crvena zvezda       | 2–1               | Trabzonspor   |
| ------------------- | ----------------- | ------------- |
| Katai 37' Pešić 64' | (1–1) Jegyzőkönyv | Bakasetas 39' |

| Rajko Mitić Stadion, Belgrád Nézőszám: 30 431 Játékvezető: João Pinheiro (portugál) |

| 2022. október 27. 21:00 |

| Ferencváros      | 1–1               | Monaco         |
| ---------------- | ----------------- | -------------- |
| Zachariassen 82' | (0–1) Jegyzőkönyv | Ben Yedder 31' |

| Groupama Aréna, Budapest Nézőszám: 20 517 Játékvezető: Enea Jorgji (albán) |

| 2022. november 3. 18:45 (20:45 TRT) |

| Trabzonspor  | 1–0               | Ferencváros |
| ------------ | ----------------- | ----------- |
| Bakasetas 7' | (1–0) Jegyzőkönyv |             |

| Şenol Güneş Sports Complex, Trabzon Játékvezető: Harm Osmers (német) |

| 2022. november 3. 18:45 |

| Monaco                               | 4–1               | Crvena zvezda        |
| ------------------------------------ | ----------------- | -------------------- |
| Volland 5' 27' 87' Rodić 50' (öngól) | (2–0) Jegyzőkönyv | Kanga 54' (11-esből) |

| II. Lajos Stadion, Monaco Játékvezető: Serdar Gözübüyük (holland) |